# 마라조짧은꼬리주머니쥐
마라조짧은꼬리주머니쥐(Monodelphis maraxina)는 주머니쥐과에 속하는 남아메리카 주머니쥐의 일종이다. 브라질 토착종으로 마라냥주의 아마존강 삼각주 지역에서 발견된다.